# Oleolophozia perssonii
Oleolophozia perssonii là một loài Rêu trong họ Lophoziaceae. Loài này được (H. Buch & S.W. Arnell) L. Söderstr., De Roo & Hedd. mô tả khoa học đầu tiên năm 2010.